# Windows Live OneCare
Windows Live OneCare – program antywirusowy firmy Microsoft, zapewniający ochronę przed zagrożeniami płynącymi z sieci Internet (wirusy, robaki, konie trojańskie, programy reklamowe, szpiegujące i inne formy szkodliwego oprogramowania). Windows Live OneCare pracuje z systemami Windows XP, Windows Vista i Windows 7. Program aktualnie jest nierozwijany, jego następcą jest Microsoft Security Essentials.